# We're an American Band (пісня)
«We're An American Band» — пісня американського рок-гурту Grand Funk Railroad, написана, згідно з інформацією на обкладинці платівки, барабанщиком гурту Доном Брюером і спродюсована Тоддом Рандґреном. В інтерв’ю 2023 року Брюер зазначив, що композиція, в якій використано епізоди з гастрольного життя Grand Funk, була створена з метою збільшення кількості хітів гурту, бо на той час FM-радіостанції переходили до форматів, орієнтованих на сингли.
Після розпаду The Beatles лейбл Capitol Records настільки прагнув мати черговий хіт в чарті Top 40, що випустив пресреліз про «We're an American Band» ще до запису пісні, а сам сингл  — до завершення фінального міксу. Втім, це було виправданим рішенням: надмірне шліфування могло привести лише до втрати живої енергії в звучанні гурту, яка вже стала їх характерною рисою.
Пісня вийшла у форматі синглу з композицією «Creepin'» на зворотному боці. Вона посіла 99-е місце у списку 100 найкращих хард-рок пісень за версією VH1. Це був перший сингл Grand Funk Railroad, який очолив американський чарт Billboard Hot 100 — сталося це 29 вересня 1973 року, саме на 25-й день народження Марка Фарнера, лід-гітариста гурту.
Композиція «We're An American Band» була використана в якості саундтреку в музичному кліпі, який зняла Лінн Ґолдсміт, співменеджерка Grand Funk. Музиканти гурту там виконують цю пісню та займаються такими видами активного відпочинку, як баскетбол, їзда на велосипеді та водні види спорту.

## Походження назви
Рок-журналіст Дейв Марш у своїй книзі «The Heart of Rock & Soul» розповідає, що після одного з концертів європейського турне, де Humble Pie працював на розігріві у Grand Funk, учасники обох гуртів випивали разом у барі. Між ними спалахнула суперечка про те, чий рок — британський чи американський — кращий. У якийсь момент Дон Брюер встав і вигукнув, вихваляючись американськими рок-легендами на кшталт Джеррі Лі Льюїса, Фетса Доміно, Літтла Річарда та Елвіса Преслі: «Ми — американський гурт!» За цією версією, цей вигук і став поштовхом до написання пісні наступного дня.

За словами Дон Брюера, назва «We're An American Band» не була докором британському гурту Humble Pie, з яким у Grand Funk Railroad склалися й ще довго тривали дружні стосунки. Гурти гастролювали разом по обидві сторони Атлантики, а скандальну історію про нібито конфлікт між ними поширювали таблоїди, намагаючись подати назву пісні як відповідь, як виклик американців британцям. Джеррі Ширлі, барабанщик Humble Pie, також заперечив цю чутку. В інтерв’ю для Ultimate Classic Rock він заявив:
«Дон абсолютно правий на всі 100%. Цієї історії ніколи не було  — це повна вигадка. Ми були добрими друзями, і, до речі, вже тоді разом не гастролювали. Наші спільні тури завершилися ще у 1971-му».

### Солодка Конні
Одним з персонажів, згаданих уже в перших рядках пісні «We're an American Band», є «солодка Конні». Це реальна особа — Конні Хемзі (1955–2021), відома фанатка рок-музики з Літл-Року, Арканзас. Її ім’я стало своєрідним уособленням гасла «секс, наркотики, рок-н-рол» завдяки численним романтичним зв’язкам з учасниками відомих гуртів.
Коли твій гурт в дорозі стонадцять довгих днів,
А після Літтл Року й туман в очах поплив:
Солодка й щедра Конні робила, що могла –
Уся її вистава природньою була.

Out on the road for forty days
Last night in Little Rock put me in a haze
Sweet, sweet Connie, doin' her act
She had the whole show and that's a natural fact(англ.)
Конні почала відвідувати концерти ще в підлітковому віці, і вже у 17 років її згадали в пісні Grand Funk Railroad. Вона заявляла про інтимні стосунки з учасниками гуртів Led Zeppelin, The Who, KISS, ZZ Top та багатьох інших. Її історія привернула увагу американської преси — зокрема, у 1974 році їй присвятили статтю в журналі Cosmopolitan. У 1995 році вийшли її мемуари — «Rock Groupie: The Intimate Adventures of "Sweet Connie" from Little Rock».

## Склад
- Марк Фарнер — вокал, гітара, акустична гітара, конґа; електричне піаніно у «Creepin'»
- Мел Шахер — бас-гітара
- Дон Брюер — ударні, вокал
- Крейг Фрост — електроорган, клавінет, клавесин, піаніно, синтезатор Муга

## Інші версії

### Джем від Bon Jovi
У серпні 1987 року гурт Bon Jovi став хедлайнером престижного британського рок-фестивалю Monsters of Rock, що проходив на стадіоні Донінгтон Парк. Справжньою несподіванкою для глядачів стало спільне виконання пісні «We're an American Band» — класичного хіта гурту Grand Funk Railroad. До Bon Jovi на сцені приєдналися зірки рок-сцени: Ді Снайдер (Twisted Sister), Брюс Дікінсон (Iron Maiden) та Пол Стенлі (Kiss). Цей імпровізований джем став символом єдності американських та британських рокерів і увійшов до історії як одна з найяскравіших колаборацій 80-х років.

### Глем-метал кавер
Американський глем-метал гурт Autograph у 1986 році включив власне виконання «We're an American Band» до однієї з версій альбому That's the Stuff. Цей енергійний кавер став своєрідною даниною класичному року 1970-х, щоб підкреслити американське коріння гурту з Пасадіни. Згодом альбом було перевидано британським лейблом Rock Candy Records, і пісня «We're an American Band» увійшла до нього як бонус-трек.

### Поп-версія від Aly & AJ
На початку 2008 року дует сестер Елісон та Аманди Мічалок Aly & AJ взяв участь у записі збірки «Randy Jackson's Music Club, Vol. 1», виконавши кавер на «We're an American Band». Музичний супровід був максимально наближений до оригінальної версії Grand Funk Railroad, а продюсером треку виступив сам Ренді Джексон. Альбом вийшов у березні 2008 року.

### Версія Роба Зомбі
В середині 2012 року американський виконавець Роб Зомбі, який працює в стилі хеві-метал, переспівав «We're an American Band» для альбому Venomous Rat Regeneration Vendor. Версія цього хіта, спродюсована Робертом Марлеттом, вийшла також синглом у липні 2013 року. Вокал і саунд у виконанні Роб Зомбі набули агресивнішого звучання, хоча Стівен Ерлевін з AllMusic засумнівався, чи варто було саме цей хіт обирати як платформу для творчого переосмислення: 
«Чому він вирішив зробити кавер на Grand Funk Railroad, залишається тільки гадати – ймовірно, це хтось на лейблі подумав, що так легше потрапити на радіо, але на даний момент ніхто не повинен мати жодних ілюзій, що Роб Зомбі зможе розширити свою аудиторію»

«Why he decided to cover Grand Funk Railroad is anybody's guess – maybe somebody at the label thought it'd help get him on the radio, but at this point,  nobody should be under any illusion that Rob Zombie could expand his audience»(англ.)

## Цікаві факти
Гітарист і співзасновник Grand Funk Railroad Марк Фарнер вважає, що пісня «We're an American Band» сприяла популяризації слова «чувак» («dude») в американській попкультурі. За його словами, після виходу синглу у 1973 році вживання цього слова в сенсі «крута людина» набуло ще більшого поширення, особливо у кінострічках 80-х та 90-х років, таких як «Круті часи в «Ріджмонт Хай»» (1982), «Неймовірні пригоди Біллі і Теда» (1989), «Черепашки-ніндзя» (1990) тощо.

Водночас авторство самого терміна, звісно, не належить Донові Брюеру. Одне з перших відомих вживань слова «dude» у його сучасному значенні зафіксовано у фільмі «Безтурботний їздець» (1969), де персонаж Ваятт (у виконанні Пітера Фонди) пояснює товаришу, співкамернику-адвокату (Джек Ніколсон):
«Чувак означає хороший хлопець; чувак означає звичайну людину»

«Dude means nice guy; dude means a regular sort of person»(англ.)